# كارل أوغست فلهلم شواكي
كارل أوغست فلهلم شواكي (1848-1904) (بالإنجليزية: Carl August Wilhelm Schwacke)‏ هو عالم نبات ألماني.